# Sara Seiler
Sara Seiler (* 25. Januar 1983 in Hausham) ist eine ehemalige deutsche Eishockeyspielerin.

## Karriere
Sara Seiler erlernte im Alter von vier Jahren das Schlittschuhlaufen auf dem Spitzingsee. Sie entschied sich jedoch nicht für Eiskunstlauf, sondern wollte unbedingt Eishockeyspielerin werden. Daher trat sie in den TEV Miesbach ein und durchlief dort zusammen mit Julia Zart und Sandra Rumswinkel die männlichen Nachwuchsmannschaften. Bis zur Schüler-Spielklasse spielte sie für den TEV, ehe sie sie zum ERSC Ottobrunn wechselte. Dort begann sie im Alter von 14 Jahren mit Fraueneishockey. Ab 2001 spielte sie für den ESC Planegg in der Bundesliga Süd.
Nach dem Abitur am Gymnasium Miesbach wurde sie Sportsoldatin am Stützpunkt Neubiberg im Range einer Stabsunteroffizierin. Später machte Seiler eine Ausbildung zur Bürokauffrau.
Ihre bisherigen Vereine waren der TV Kornwestheim, DSC Oberthurgau, Ottawa Raiders und SC Reinach.
Nach den Olympischen Winterspielen 2006 entschied sie sich zu einem Wechsel nach Nordamerika und spielte in der Saison 2006/07 für die Ottawa Raiders in der NWHL.
Anschließend schrieb sie sich an der Carleton University ein, um Volkswirtschaftslehre zu studieren. Neben ihrem Studium war sie dort für die Carleton Ravens, das Eishockeyteam der Universität, in der Division RSEQ der Canadian Interuniversity Sport aktiv. In den letzten zwei Jahren dort war sie dort – als erste Europäerin – Mannschaftskapitänin. 2012 beendete sie ihr Studium und war in der Saison 2012/13 und 2013/14 Fitnesscoach der Ravens. Parallel spielte sie in der Saison 2012/13 für die Ottawa Ice Cats in einer AA-Level-Liga der Ontario Women’s Hockey Association.
Im November 2013 verließ sie Kanada, um sich beim ERC Ingolstadt in der 1. Bundesliga auf die Olympischen Winterspiele 2014 vorzubereiten.
Zwischen 2014 und 2016 war Seiler Teammanagerin bei den Carleton Ravens.
Seit 2021 geht sie für die Frauenmannschaft des EC Bad Tölz in der Landesliga Bayern aufs Eis.

### International
Sara Seiler wurde früh in ihrer Karriere in die deutsche Nationalmannschaft aufgenommen und gehörte ab 2004 fest zum Kader der Auswahl.
International hat sie insgesamt 166 Spiele bestritten und dabei 24 Tore erzielt und 18 Vorlagen gegeben.

## Sportliche Erfolge
- Olympische Winterspiele
  - Olympia 2006 – 5. Platz
  - Olympia 2014 – 7. Platz

- Weltmeisterschaften
  - WM 2004 – 6. Platz
  - WM 2005 – 5. Platz
- Weltmeisterschaft 2007 –    8. Platz, Winnipeg
- Weltmeisterschaft 2008 – 9. Platz, Harbin
- Weltmeisterschaft 2012 – 7. Platz, Burlington
- Weltmeisterschaft 2013 – 5. Platz, Ottawa

- Deutsche Meisterschaften
  - 2003 – 3. Platz
  - 2005 – 2. Platz

## Karrierestatistik

### International
(Legende zur Spielerstatistik: Sp oder GP = absolvierte Spiele; T oder G = erzielte Tore; V oder A = erzielte Assists; Pkt oder Pts = erzielte Scorerpunkte; SM oder PIM = erhaltene Strafminuten; +/− = Plus/Minus-Bilanz; PP = erzielte Überzahltore; SH = erzielte Unterzahltore; GW = erzielte Siegtore; 1 Play-downs/Relegation; Kursiv: Statistik nicht vollständig)